# Kino in Dresden
Kino in Dresden skizziert auszugsweise die Entwicklung der Dresdner Film- und Kinogeschichte von den ersten kinematographischen Schaubuden, dem ersten Filmprojektor von Heinrich Ernemann hin zu einer Kinostadt der 1920er und 1930er Jahre. Gleichzeitig werden Umfang und Ausmaß einer zerstörten Kinokultur und deren Wiederaufbau nach den Luftangriffen vom 13. Februar 1945 dargestellt.

## Geschichte

### 1895–1945

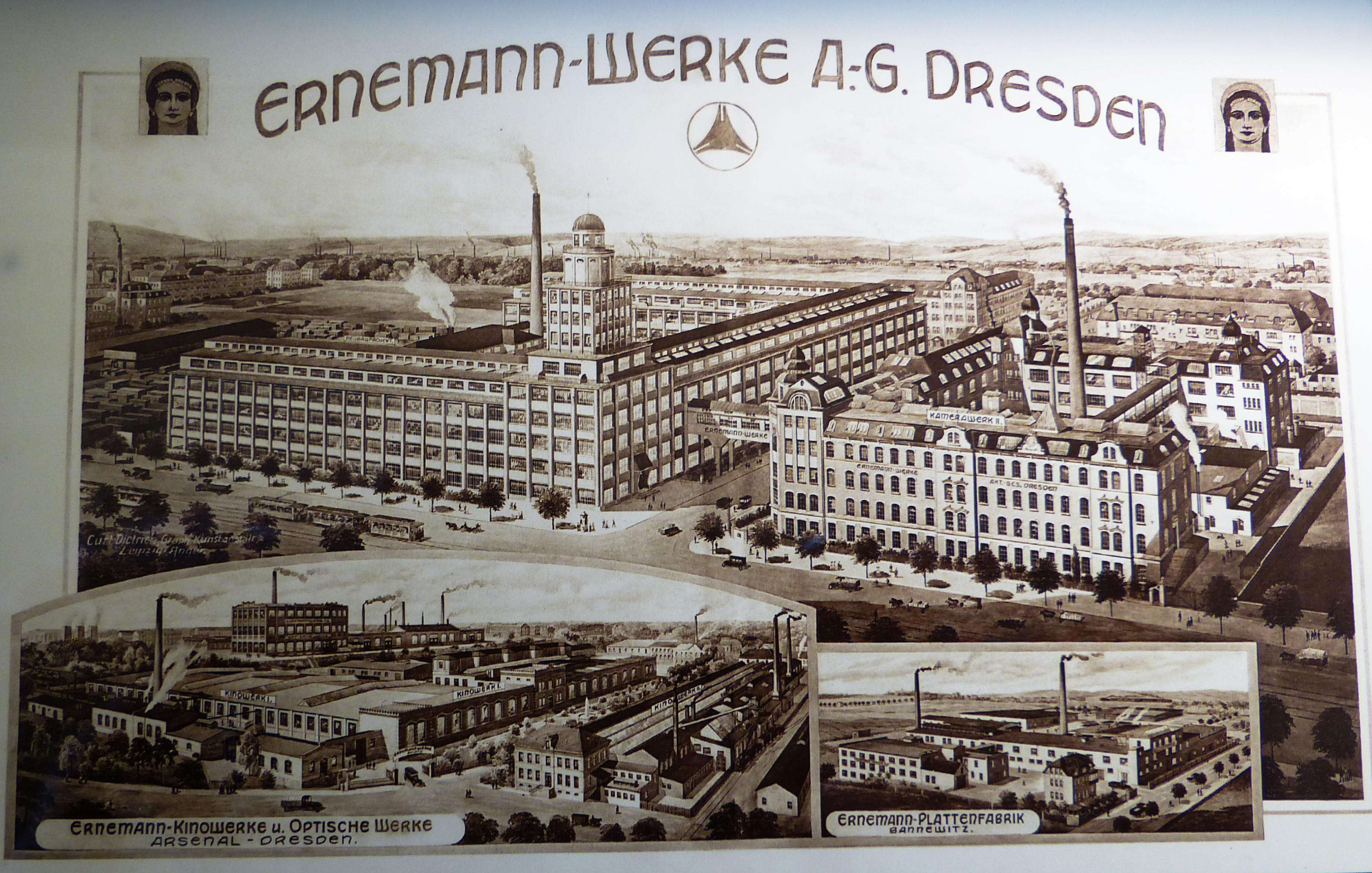
Ernemann-Werke in Dresden

Mit der Erfindung und Einführung der Kinematographie (vermutlich 1895) begann auch die Ära des Jahrmarkts- und Wanderkinos. Bewegte Bilder wurden immer populärer. In Dresden kam der Begeisterung für das neue Medium eine zusätzliche Bedeutung zu: Die hier ansässigen Ernemann-Werke standen gemeinsam mit der Deutschen Kinematographen-Werke GmbH (DKW) für technische Innovationen in der Foto- und Kinogeräteindustrie und machten Dresden zum Zentrum der Filmindustrie.
Seit 1896 gehörten bewegte Bilder zu den populären Attraktionen auf der Dresdner Vogelwiese. Aus diesen nur auf wenige Tage im Jahr begrenzten Vorführungen entwickelte sich schnell eine stetig wachsende Anzahl von Lichtspieltheatern im gesamten Dresdner Stadtgebiet. Günstige Eintrittspreise machten das Vergnügen an den kurzen Filmen für die gesamte Bevölkerung interessant und förderten die Nachfrage. Andere Kultureinrichtungen, wie beispielsweise das Varietè Central-Theater und das Viktoria-Theater, erkannten diesen Boom und integrierten das Medium Film in ihre Programme.
Gründer des ersten Dresdner Kinos war der Inhaber der Deutschen Kinematographen-Werke GmbH Otto Dederscheck, der 1906 auf der Wettiner Straße 34 (der heutigen Schweriner Straße) das „Dedrophontheater“ eröffnete. 1908 folgte auf der Prager Straße 47 das „Tonbild-Theater“ als erstes Großstadtkino. Neben repräsentativen Kinosälen entstand auch eine Vielzahl kleinerer Spielstätten, zum Beispiel in Cafés, Läden oder Gaststätten. Allerdings gelang das längerfristige Überleben nur wenigen; viele schlossen bereits nach kurzer Zeit. Neben wirtschaftlichen Gründen lag das vor allem an den strengen Auflagen zum Brandschutz und einer unterschiedlich auslegbaren Filmzensur der jeweiligen Polizeibezirke. Der im Mai 1909 gegründete „Verein der Kinemathographenbesitzer des Königreiches Sachsen in Dresden“ wurde zur Interessenvertretung der Branche und sollte für die Kinobetreiber Rechtssicherheit schaffen.
In der Dresdner Innenstadt stand Baugrund nur begrenzt zur Verfügung. Große Filmtheater entstanden durch Umbau bestehender Säle oder wurden in Innenhöfen errichtet. 1913 eröffnete das erste Superkino an der Waisenhausstraße 22 – das „U. T.“ (Union-Theater-Lichtspiele): es bot Platz für mehr als 1100 Zuschauer und verfügte über 12 Logen sowie ein modernes Beleuchtungskonzept. 1926 eröffnete das „Capitol“ an der Prager Straße 31 – das mit 1750 Plätzen als das größte Dresdner Kino jener Zeit galt.
Anfang der 1920er Jahre begann Dresdens eigentliche Kinozeit: regelrechte Paläste, aber auch kleinere und mittlere Filmtheater lockten das Publikum. Zwischen Hauptbahnhof und Postplatz siedelten sich sieben große Filmtheater mit insgesamt 9000 Plätzen an. Hier zeigten sich auch die von den Filmfreunden umjubelten Stars zu Premieren, zum Beispiel „Mädchen in Weiß“, „Dr. Crippen an Bord“ oder „Die Frau ohne Vergangenheit“. Die noch für den 6. Februar 1945 geplante Premiere „Die Jahre vergehen“, wurde abgesagt. Einen Tag zuvor stellten alle Kinos im Innenstadtbereich ihren Spielbetrieb ein und wurden für die Aufnahme von Flüchtlingen umfunktioniert. Keines dieser Kinos überlebte die Luftangriffe des 13. Februars 1945.

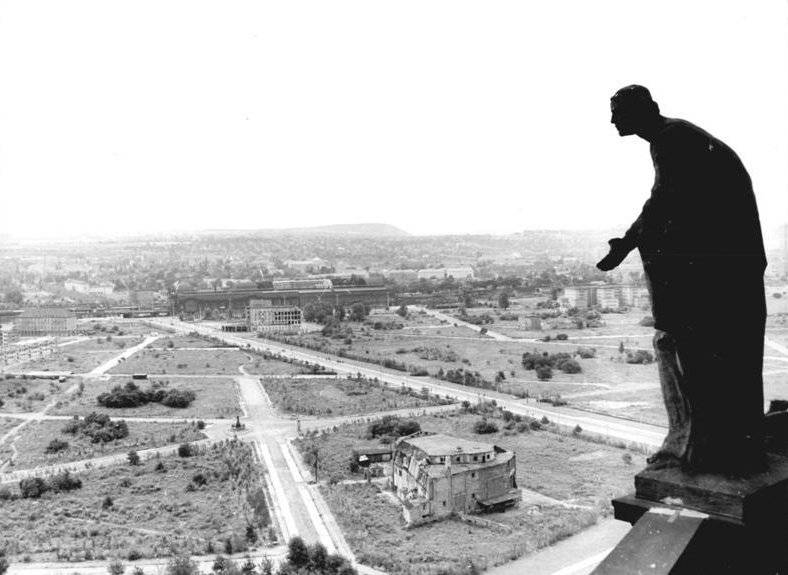
Blick vom Rathaus über die Prager Straße zum Hauptbahnhof nach der Enttrümmerung, im Vordergrund die Ruine der U.T. – Lichtspiele. Bundesarchiv Bild 183-U0816-0010.

### Nach 1945
Von den einst 33 zentrumsnahen Kinos überlebten ganze 16 das Inferno. Diese befanden sich ausschließlich in der Peripherie zur ehemaligen Innenstadt. 1949 überführte das Land Sachsen Lichtspielhäuser in die „Vereinigung volkseigener Lichtspieltheater“ (VVL); die privaten Kinobetreiber waren enteignet. Der Wiederkehr einer wie vor 1945 existierenden Kinolandschaft standen finanzielle sowie städtebauliche Prioritäten entgegen. Deshalb erhielten kleinere Sanierungs- und Renovierungsvorhaben, wie beispielsweise an den Schillergarten Lichtspielen, dem Kleinen Theater Reick und im Olympia gegenüber einem notwendigeren Neubau den Vorzug. Die größeren Kinos in der Stadt wurden bald durch Doppelnutzung auch zu Spielstätten für Theater- und Konzertveranstaltungen. Für den steigenden Kinobedarf akquirierte die Stadt im Ausgleich intakte Turnhallen, Ballsäle und Schulen als Interimsspielstätten.
Zwischen 1945 und 1972 wurden in Dresden keine Kinoneubauten realisiert. Sieben, meist kleinere zerstörte Kinos wurden bis 1970 zusätzlich zu den 16 bereits erwähnten Kinos wiederaufgebaut und für den Spielbetrieb hergerichtet. Insgesamt existierten 23 Kinos mit etwa 6500 Plätzen im gesamten Dresdner Stadtgebiet. Nach Beliebtheit und Platzangebot rangierten bis zur Eröffnung des ersten Kinoneubaus im Jahr 1972 der Faunpalast, das Tagesfilmtheater Ost, das Astoria und das Filmtheater Olympia an vorderster Stelle. Der Neubau Filmtheater Prager Straße, auch als Rundkino wegen seiner besonderen Architektur bezeichnet, bot erstmals wieder Platzkapazitäten jenseits der 1100 und ging als größter Kinoneubau in die Geschichte der DDR ein. Auch namhafte westliche Schauspieler und Regisseure besuchten das Rundkino, zum Beispiel Margarethe von Trotta mit ihrem Produzenten Eberhardt Junkersdorf. Bei ihrem Film „Rosa Luxemburg“ kam es im Anschluss zu unvermeidbaren – von Funktionärsseite unerwünschten – Podiumsgesprächen mit über 1000 DDR-Bürgern.
Die DDR-Erstaufführung des Films Caspar David Friedrich – Grenzen der Zeit fand im Februar 1987 unter Anwesenheit des Filmregisseurs Peter Schamoni im Rundkino statt.
Erstaufführungen vornehmlich nur im Rundkino zu zeigen, war aus Kapazitätsgründen nicht möglich. Die Schauburg in der Dresdner Neustadt avancierte 1980 mit der Premiere des Horst-Seemann-Films „Levins Mühle“ zum zweiten Filmtheater der Stadt. In ihr befand sich bis zum Umbau im Jahre 1993 die sogenannte Visionsbar; ein durch Glasscheiben abgetrennter Zuschauerraum für etwa 60 Zuschauer, denen während der Filmvorführung eine komplette gastronomische Versorgung zur Verfügung stand.

### Nach 1990

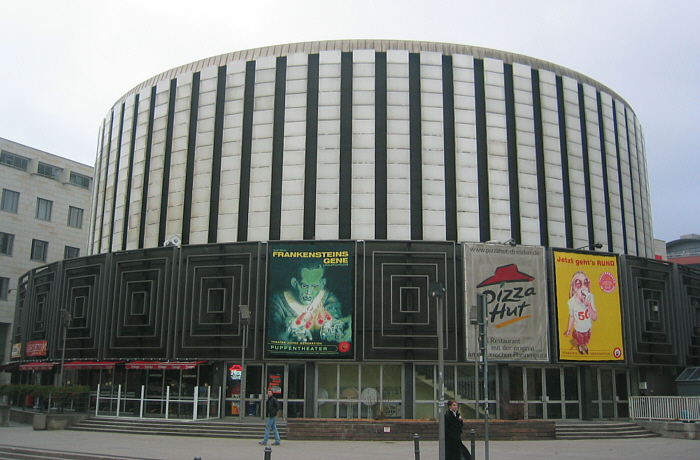
Rundkino Prager Straße 6

Mit der Einführung der D-Mark und der Abwicklung von DDR-Betriebsvermögen wurden auch die Dresdner Kinos zum Wirtschaftsgut und von der Treuhandanstalt (THA) zur Verwertung ausgeschrieben. 1991 teilten sich Immobilienfirmen und Bernd Eichingers Neue Constantin Film GmbH die Kinofilets der Stadt. Für das Filmtheater Ost, Reick und das Kino am Hauptbahnhof konnte die Treuhand keine Interessenten finden. Bis zum Elbehochwasser 2002 bespielte die UFA nach kleineren Umbauten das Rundkino. Es war außer der Schauburg das letzte noch bespielte Kino aus dem Verkaufskorb der Treuhand. Nach und nach entwickelte sich auch in Dresden der Trend zu den Multiplex-Kinos. Das UCI, CinemaxX, Kristallpalast und das Bofimax sollten sich städtebaulich einfügen und den Kinobedarf der Dresdner Bevölkerung decken. Hatte Dresden Anfang 1970 noch 23 Kinos mit 23 Leinwänden für 6500 Besucher, waren es nach der Einführung der Multiplex-Kinos im Jahr 2009 nur noch 10 Kinos mit 40 Leinwänden für mehr als 10.000 Besucher.
Die Schließung des als Bofimax gegründeten Metropolis mit seinen 1900 Plätzen hatte 2009 keinerlei Auswirkung auf den übersättigten Kinomarkt der Stadt. Dem gegenüber entwickelten sich bis heute eine dem Bedürfnis vieler Cineasten angepasste Film- und Kinolandschaft in kleineren privat geführten Programmkinos. Mit der kundenorientierten Kinounterhaltung stiegen die Besucherzahlen kontinuierlich.
Mit Stand 31. Dezember 2017 zählte Dresden 551.072 Einwohner. 2018 besuchte durchschnittlich jeder Dresdner 2,7-mal ein Kino. Verglichen damit ging 1936 jeder Dresdner knapp viermal so häufig ins Kino. Die Eintrittspreise von durchschnittlich 8,00 € waren unter den 17 deutschen Städten mit über 200.000 Einwohnern am günstigsten.

## Dresdner Filmtheater bis 1945 (Auswahl)
| Filmtheater                       | Bild | Gegründet als              | Stadtteil            | Adresse                 | von  | bis  | Plätze |
| --------------------------------- | ---- | -------------------------- | -------------------- | ----------------------- | ---- | ---- | ------ |
| Kosmos-Filmtheater                |      | Palasttheater-Lichtspiele  | Äußere Neustadt      | Alaunstraße 28          | 1921 | 1945 | 500    |
| Hansa-Lichtspiele                 |      | Dresdner Weiße Wand        | Äußere Neustadt      | Görlitzer Straße 18     | 1909 | 1945 | 350    |
| Olympia-Theater                   |      | Olympia-Tonbildtheater     | Innere Altstadt      | Altmarkt 13             | 1909 | 1928 | 450    |
| Kinematograph Georg Hermann       |      |                            | Innere Altstadt      | Große Brüdergasse 19    | 1906 | 1916 |        |
| M.S. Lichtspiele                  |      | M.S. Lichtspiele, Scala    | Innere Altstadt      | Moritzstraße 10         | 1915 | 1945 | 600    |
| Imperial-Tonbild-Theater          |      | Imperial-Theater           | Innere Altstadt      | Moritzstraße 3          | 1908 | 1916 | 300    |
| U.T. Lichtspiele                  |      | Regina-Palast              | Innere Altstadt      | Waisenhausstraße 22     | 1912 | 1945 | 1120   |
| Ufa-Palast                        |      | Victoria-Theater           | Innere Altstadt      | Waisenhausstraße 26     | 1916 | 1945 | 1022   |
| Ufa im Central-Theater            |      |                            | Innere Altstadt      | Waisenhausstraße 6      | 1944 | 1945 | 2000   |
| UFA am Postplatz                  |      | Rodera-Lichtspiele         | Innere Altstadt      | Wilsdruffer Straße 29   | 1913 | 1945 | 748    |
| Arrangement-Kosmographia          |      |                            | Innere Altstadt      | Zinzendorfstraße 17     | 1903 | 1926 | 1350   |
| National-Lichtspiele              |      | Lichtspieltheater National | Johannstadt          | Gerokstraße 27          | 1933 | 1945 | 500    |
| Fü-Li Fürstenhof-Lichtspiele      |      |                            | Johannstadt          | Striesener Straße 32    | 1920 | 1945 | 600    |
| Li-Mu-Lichtspiele                 |      | Lichtspiele Musenhalle     | Löbtau               | Kesselsdorfer Straße 17 | 1929 | 1945 | 1300   |
| Westend-Lichtspiele               |      | Westend-Theater            | Löbtau               | Kesselsdorfer Straße 20 | 1912 | 1945 | 400    |
| Drei-Kaiser-Hof-Lichtspiele (DKH) |      |                            | Löbtau               | Tharandter Straße 2     | 1912 | 1945 | 964    |
| Deutscher-Kaiser-Lichtspiele      |      |                            | Pieschen             | Leipziger Straße 112    | 1911 | 1929 | 481    |
| Reicker Lichtspiele               |      | Reicker Lichtspielhaus     | Reick                | Altreick 2              | 1930 | 1945 | 399    |
| Capitol                           |      |                            | Seevorstadt          | Prager Straße 31        | 1925 | 1945 | 1655   |
| Tonbild-Theater                   |      | Edison-Lichtspiel-Palast   | Seevorstadt          | Prager Straße 47        | 1908 | 1922 | 300    |
| Prinzeß-Theater                   |      |                            | Seevorstadt          | Prager Straße 52        | 1916 | 1945 | 1000   |
| Universum                         |      |                            | Seevorstadt          | Prager Straße 6         | 1933 | 1945 | 1067   |
| Zentrum-Lichtspiele               |      |                            | Seevorstadt          | Seestraße 13            | 1926 | 1945 | 800    |
| Regina-Lichtspiele Striesen       |      | Apollo-Lichtspiel-Theater  | Striesen             | Augsburger Straße 12    | 1911 | 1945 | 390    |
| Gloria-Palast                     |      | Gloria-Palst-Lichtspiele   | Striesen             | Schandauer Straße 11    | 1926 | 1945 | 850    |
| Saxonia-Lichtspiele               |      |                            | Wilsdruffer Vorstadt | Annenstraße 28          | 1910 | 1945 | 300    |
| Lichtspiele Freiberger Platz      |      | Kollosseum-Theater         | Wilsdruffer Vorstadt | Freiberger Platz 20     | 1910 | 1945 | 700    |
| Campaneta-Theater                 |      |                            | Wilsdruffer Vorstadt | Freiberger Platz 37     | 1906 | 1907 | 350    |
| Tivoli-Lichtspiele                |      | Volkslichtspiele           | Wilsdruffer Vorstadt | Wettiner Str.12         | 1923 | 1945 | 768    |
| Friedens-Lichtspiele              |      | Dedrophontheater           | Wilsdruffer Vorstadt | Wettiner Straße 34      | 1906 | 1944 | 400    |

## Dresdner Filmtheater nach 1945 (Auswahl)

### Weiter bespielbare Filmtheater
| Filmtheater                     | Bild | Gegründet als                         | Stadtteil          | Adresse                    | von  | bis  | Plätze |
| ------------------------------- | ---- | ------------------------------------- | ------------------ | -------------------------- | ---- | ---- | ------ |
| T.B.-Lichtspiele                |      | Tagesfilmtheater TB                   | Äußere Neustadt    | Bischofsplatz 4            | 1926 | 1969 | 530    |
| Schillergarten Lichtspiele      |      | Reprisen-Filmtheater-Schillergarten   | Blasewitz          | Schillerplatz 9            | 1911 | 1972 | 255    |
| Film-Eck-Lichtspiele            |      | Lichtspiele Gasthof Briesnitz         | Briesnitz          | Altbriesnitz 2a            | 1918 | 1972 | 489    |
| Hebbel-Lichtspiele              |      | Lichtspiele Cotta                     | Cotta              | Hebbelstraße 10            | 1908 | 1958 | 350    |
| Filmtheater West                |      | Rathaus-Lichtspiele Cotta             | Cotta              | Raimundstraße 1            | 1923 | 1990 | 360    |
| Schauburg                       |      |                                       | Innere Neustadt    | Königsbrücker Straße 55    | 1927 |      | 1000   |
| Kino der SMAD                   |      | Heidepark-Kino                        | Klotzsche          | Königsbrücker Landstraße 7 | 1918 | 1989 | 400    |
| Astoria                         |      | Lichtspiele Stadt Bremen              | Leipziger Vorstadt | Leipziger Straße 58        | 1927 | 1972 | 350    |
| Faunpalast                      |      | Original Bühnenschau Faun-Lichtspiele | Leipziger Vorstadt | Leipziger Straße 76        | 1929 | 1991 | 1000   |
| Stephenson Lichtspiele          |      |                                       | Leuben             | Stephensonstraße 46        | 1927 | 1991 | 625    |
| Theaterhaus Rudi                |      | Elbschloßlichtspiele                  | Kaditz             | Fechnerstraße 2a           | 1920 | 1994 | 200    |
| Programmkino Ost                |      | Ost-Lichtspiele                       | Neugruna           | Schandauer Straße 73       | 1926 |      | 567    |
| Filmtheater Niederpoyritz       |      |                                       | Niederpoyritz      | Pillnitzer Landstraße 179  | 1952 | 1964 | 500    |
| Lichtspiele Großenhainer Straße |      | Lichtspieltheater Rädelsburg          | Pieschen           | Großenhainer Straße 146    | 1927 | 1981 | 600    |
| Olympia-Lichtspiele             |      |                                       | Strehlen           | Dohnaer Straße 57          | 1938 | 1995 | 500    |
| Filmtheater Goldenes Lamm       |      | Lichtspiele Goldenes Lamm             | Trachau            | Leipziger Straße 220       | 1925 | 1964 | 580    |
| Titania-Lichtspiele             |      | Weltspiegel                           | Trachau            | Trachenberger Straße 15    | 1912 | 1958 | 270    |
| Park-Lichtspiele                |      |                                       | Weißer Hirsch      | Bautzner Landstraße 6      | 1938 | 1991 | 400    |

### Neugegründete Filmtheater
| Filmtheater                 | Bild | Gegründet als               | Stadtteil                             | Adresse                      | von  | bis  | Plätze |
| --------------------------- | ---- | --------------------------- | ------------------------------------- | ---------------------------- | ---- | ---- | ------ |
| CinemaxX                    |      |                             | Blasewitz                             | Hüblerstraße 8               | 2000 |      | 2035   |
| Klubkino Turmhaus Cotta     |      |                             | Cotta                                 | Grillparzerstraße 51         | 1987 | 1990 | 36     |
| JKS Passage                 |      |                             | Cotta                                 | Leutewitzer Ring 5           | 1993 |      | 70     |
| Thalia Cinema               |      | Apollo-Theater              | Innere Neustadt                       | Görlitzer Straße 6           | 2004 |      | 75     |
| Zeitkino Neustädter Bahnhof |      |                             | Innere Neustadt                       | Schlesischer Platz 1         | 1953 | 1968 | 130    |
| Nickelodeon                 |      | Filmtheater Ingenieurschule | Johannstadt                           | Hans-Grundig-Straße 25       | 1962 | 2000 | 249    |
| Lichtspiele Alberthöhe      |      |                             | Klotzsche                             | Breitscheidstraße 16         | 1945 | 1952 | 500    |
| Volkslichtspiele            |      |                             | Löbtau                                | Bünaustraße 12               | 1949 | 1971 | 120    |
| Kif – Kino in der Fabrik    |      |                             | Löbtau                                | Tharandter Str. 33           | 2006 | 2020 | 308    |
| UCI Kinowelt Elbepark       |      |                             | Mickten                               | Lommatzscher Str. 82         | 1997 |      | 2600   |
| Casablanca                  |      |                             | Äußere Neustadt                       | Friedensstraße 23            | 1991 | 2013 | 52     |
| Filmschau Niedersedlitz     |      | Capitol-Lichtspiele         | Niedersedlitz                         | Lugaer Straße 12             | 1948 | 1967 | 458    |
| Metropolis                  |      | Bofimax                     | Radeberger Vorstadt                   | Am Brauhaus 8                | 1997 | 2009 | 1900   |
| Kulturhaus Hellerau         |      |                             | Rähnitz                               | Bauernweg 60                 | 1958 | 1989 | < 400  |
| Kleines Theater Reick       |      |                             | Reick                                 | Reicker Straße 89            | 1950 | 1991 | 250    |
| Filmtheater Maternistraße   |      |                             | Seevorstadt                           | Maternistraße 17             | 1956 | 1975 | 660    |
| Cineplex Rundkino           |      |                             | Seevorstadt                           | Pragerstraße 6               | 1972 |      | 1400   |
| Cineplex Kristallpalast     |      |                             | Seevorstadt                           | St. Petersburger Straße 24a  | 1998 |      | 2668   |
| Filmtheater am Hauptbahnhof |      |                             | Seevorstadt                           | Wiener Platz 4               | 1950 | 2000 | 272    |
| Kino im Kasten              |      |                             | Strehlen                              | August-Bebel-Straße 20       | 1993 |      | 322    |
| Museumskino Ernemann VII B  |      |                             | Striesen                              | Junghansstraße 1–3           | 2002 |      | 78     |
| Kino im Dach (kid)          |      |                             | Striesen                              | Schandauer Straße 64         | 1999 | 2019 | 130    |
| Lichtspiele Weixdorf        |      |                             | Weixdorf                              | Rudolf-Breitscheid-Straße 81 | 1951 | 1989 | 430    |
| Filmbühne Wölfnitz          |      |                             | Wölfnitz                              | Kesselsdorfer Straße 114     | 1948 | 1984 | 900    |
| Zentralkino                 |      |                             | Wilsdruffer Vorstadt/Seevorstadt-West | Kraftwerk Mitte 16           | 2020 |      | 140    |

### Open Air Spielstätten
| Filmtheater                  | Bild | Gegründet als              | Stadtteil                     | Adresse          | von  | bis  | Plätze |
| ---------------------------- | ---- | -------------------------- | ----------------------------- | ---------------- | ---- | ---- | ------ |
| Freilichtbühne Großer Garten |      | Freilichtbühne Junge Garde | Seevorstadt-Ost/Großer Garten | Karcherallee 10  | 1956 | 1989 | 4630   |
| Konzertplatz Weißer Hirsch   |      |                            | Weißer Hirsch                 | Stechgrundstraße | 1957 | 1975 | 1000   |
| Filmnächte am Elbufer        |      |                            | Innere Neustadt               | Königsufer       | 1991 |      | 5000   |